# Proteuxoa derosa
Proteuxoa derosa är en fjärilsart som beskrevs av Morrison 1875. Proteuxoa derosa ingår i släktet Proteuxoa och familjen nattflyn. Inga underarter finns listade i Catalogue of Life.